# Världscupen i backhoppning 2006/2007
Världscupen i backhoppning 2006/2007 började i Kuusamo i Finland den 24 november 2006 och avslutades i Planica i Slovenien den 25 mars 2007. Den individuella världscupen vanns av Adam Małysz, Polen. e.on Ruhrgas var säsongens huvudsponsor, och därför var ledartröjan denna säsong röd och inte traditionellt gul.

## Individuella världscupen
- Hopparen listad i gult ledare av världscupen då deltävlingen hölls, och hade på sig gul ledartröja.
- Hopparen listad i blått ledare av Nordic Tournament då deltävlingen hölls, och hade på sig blå ledartröja.
- Hopparen listad i rosa ledare av tysk-österrikiska backhopparveckan då deltävlingen hölls. Denna deltävling hade ingen ledartröja.

### Kuusamo
K-120 Kuusamo, Finland

24 november 2006

Noterbart:
- Jakub Janda hade på sig röd ledartröja som regerande mästare.
- På grund av svåra väderförhållanden avbröts kvalificeringsomgången två gånger. Darför deltog 67 hoppare i första omgången.
- Då tävlingen pågick blev vädret värre och hopparna med höga startnummer fick drabbades av färhållanden som den tyske hopparen Michael Uhrmann sa gav "de bästa hopparna ingen chans ".[1] Juryn beslutade att avsluta första omgången för att få fram ett resultat, och hopparna med tidiga startnummer kom att dominera resultatlistan. Arttu Lappi tog sin första seger i en världscupdeltävling, och Anders Jacobsen slutade på tredje plats i sin första världscupdeltävling någonsin. Fyra av de tio i toppen kom från den nationella gruppen, och gick in som extradeltagare för sitt land, medan deltagare som Adam Małysz (34:a), Andreas Küttel (41:a), Jakub Janda (52:a), Janne Happonen (53:a), Janne Ahonen (55:a) och Roar Ljøkelsøy (65:a), alla bland de 20 bästa under föregående säsong, inte skulle ha kvalificerat sig för en eventuell andra omgång.

| Placering | Namn                 | Land     | Första hoppet (meter) | Andra hoppet (meter) | Poäng | Totalpoäng i världscupen (Rank) |
| --------- | -------------------- | -------- | --------------------- | -------------------- | ----- | ------------------------------- |
| 1         | Arttu Lappi          | Finland  | 141.0                 | -                    | 154.8 | 100 (1)                         |
| 2         | Simon Ammann         | Schweiz  | 136.5                 | -                    | 145.7 | 80 (2)                          |
| 3         | Anders Jacobsen      | Norge    | 137.5                 | -                    | 145.5 | 60 (3)                          |
| 4         | Veli-Matti Lindström | Finland  | 132.0                 | -                    | 135.6 | 50 (4)                          |
| 5         | Michael Neumayer     | Tyskland | 130.5                 | -                    | 129.9 | 45 (5)                          |
|           |                      |          |                       |                      |       |                                 |
| 52        | Jakub Janda          | Tjeckien | 95.5                  | -                    | 55.9  | 0 (=31)                         |

 K-120 Kuusamo, Finland

25 november 2006

Noterbart:
- Skiftande vindar gjorde det svårt för juryn att bedöma hoppens fart. Tävlingen startades om tre gånger innan juryn slutligen besluade av avsluta tävlingen klockan 17.50 CET. Svår dimma, och en vindhastighet på 6–10 meter per sekund i backen gjorde det så gott som omöjligt att fortsätta tävlingarna.

### Trondheim/Lillehammer
Notera:
- Tävlingarna flyttades till Lysgårdsbakkene, Lillehammer på grund av varmt väder och snöbrist i Trondheim.[2][3]

 K-120 Lillehammer, Norge

2 december 2006

 Notera:
- Gregor Schlierenzauer satte nytt backrekord med sina 140 meter i kvalificeringen. Han förbättrade sitt eget rekord i den andra omgången, med sitt 141 meter långa hopp.
- Världscupledaren Arttu Lappi föll i första hoppet, och förlorade 21 poäng. Adam Małysz (första omgången) och Denis Kornilov (andra omgången) föll också under tävlingen.
- Anders Jacobsen hoppade 142 meter, fyra meter längre än backens officiella storlek, i andra omgången men föll.

| Placering | Namn                  | Land      | Första hoppet (meter) | Andra hoppet (meter) | Poäng | Totalpoäng i världscupen (Rank) |
| --------- | --------------------- | --------- | --------------------- | -------------------- | ----- | ------------------------------- |
| 1         | Simon Ammann          | Schweiz   | 128.5                 | 138.0                | 265.9 | 180 (1)                         |
| 2         | Andreas Küttel        | Schweiz   | 129.5                 | 133.5                | 260.6 | 80 (4)                          |
| 3         | Thomas Morgenstern    | Österrike | 126.5                 | 134.5                | 258.0 | 69 (6)                          |
| 4         | Gregor Schlierenzauer | Österrike | 120.5                 | 141.0                | 256.4 | 50 (9)                          |
| 5         | Martin Höllwarth      | Österrike | 126.0                 | 135.0                | 256.0 | 65 (7)                          |
|           |                       |           |                       |                      |       |                                 |
| 21        | Arttu Lappi           | Finland   | 128.0                 | 128.5                | 225.4 | 110 (2)                         |

 K-120 Lillehammer, Norge

3 december 2006

Noterbart:
- Adam Małysz satte nytt backrekord i kvalomgången, med 142.0 meter.
- Gregor Schlierenzauer blev den femte individuella tävlare med åldern 16 år eller yngre att vinna en deltävling i världscupen i backhoppning. De fyra övriga är Steve Collins (15), Toni Nieminen (16), Primož Peterka (16) och Thomas Morgenstern (16).

| Placering | Namn                  | Land      | Första hoppet (meter) | Andra hoppet (meter) | Poäng | Totalpoäng i världscupen (Rank) |
| --------- | --------------------- | --------- | --------------------- | -------------------- | ----- | ------------------------------- |
| 1         | Gregor Schlierenzauer | Österrike | 134.0                 | 137.0                | 276.0 | 150 (3)                         |
| 2         | Anders Jacobsen       | Norge     | 136.0                 | 131.5                | 269.2 | 166 (2)                         |
| 3         | Adam Małysz           | Polen     | 137.5                 | 127.5                | 264.7 | 76 (=8)                         |
| 4         | Simon Ammann          | Schweiz   | 133.0                 | 127.0                | 255.2 | 230 (1)                         |
| 5         | Andreas Küttel        | Schweiz   | 129.5                 | 124.5                | 242.4 | 125 (4)                         |

### Harrachov
K-120 Harrachov, Tjeckien

Noterbart:

- Tävlingarna i avbröts på grund av snöbrist och varm temperatur.

### Engelberg
K-125 Engelberg, Schweiz

16 december 2006

Noterbart:
- Gregor Schlierenzauer tog sin andra seger i rad, med sin vinst i Schweiz. Simon Ammann behöll världscupledningen, men nu bara 30 poäng bakom Schlierenzauer och 34 bakom Anders Jacobsen som tog sin tredje prispallplacering för säsongen.
- Flera tidigare framgångsrika hade svårt att hitta sin form. Föregående säsongs världscupvinnare Jakub Janda slutade på 14:e plats, och Janne Ahonen slutade på 21:a plats.

| Placering | Namn                  | Land      | Första hoppet (meter) | Andra hoppet (meter) | Poäng | Totalpoäng i världscupen (Rank) |
| --------- | --------------------- | --------- | --------------------- | -------------------- | ----- | ------------------------------- |
| 1         | Gregor Schlierenzauer | Österrike | 131.0                 | 140.5                | 269.2 | 250 (2)                         |
| 2         | Anders Jacobsen       | Norge     | 137.0                 | 129.0                | 263.3 | 246 (3)                         |
| 3         | Adam Małysz           | Polen     | 128.0                 | 134.0                | 253.6 | 136 (6)                         |
| 4         | Simon Ammann          | Schweiz   | 135.5                 | 126.0                | 253.2 | 280 (1)                         |
| 5         | Andreas Küttel        | Schweiz   | 129.5                 | 130.0                | 249.6 | 170 (4)                         |

 K-125 Engelberg, Schweiz

17 december 2006

Noterbart:
- Anders Jacobsen tog sin första seger i en världscupdeltävling, och sin fjärde prispallplacering i karriären.
- Simon Ammann behölls sin världscuptävling, därmed fick Schweiz ha med fyra deltagare i tysk-österrikiska backhopparveckan.

| Placering | Namn                  | Land      | Första hoppet (meter) | Andra hoppet (meter) | Poäng | Totalpoäng i världscupen (Rank) |
| --------- | --------------------- | --------- | --------------------- | -------------------- | ----- | ------------------------------- |
| 1         | Anders Jacobsen       | Norge     | 138.0                 | 137.5                | 280.9 | 346 (2)                         |
| 2         | Simon Ammann          | Schweiz   | 130.0                 | 138.0                | 266.4 | 360 (1)                         |
| 3         | Gregor Schlierenzauer | Österrike | 131.5                 | 134.5                | 262.3 | 310 (3)                         |
| 4         | Martin Koch           | Österrike | 131.0                 | 134.0                | 257.5 | 110 (9)                         |
| 5         | Jakub Janda           | Tjeckien  | 131.0                 | 132.0                | 257.4 | 86 (14)                         |

### Tysk-österrikiska backhopparveckan
K-120 Schattenbergschanze, Tyskland

#### Oberstdorf
K-120 Oberstdorf, Tyskland

30 december 2006

Noterbart:

- Schlierenzauer hade de längsta hoppen i båda omgångarna, med 142 metrer i andra omgången, vilket var 1.5 meter från backrekordet.
- Se sex bästa i den totala världscupställningen slutade alla bland de sex bästa i denna deltävling.
- Regerande slutsegrarna i tysk-österrikiska backhopparveckan, Janne Ahonen och Jakub Janda slutade på sjunde respektive 21:a plats. Janda föll 16 bakåt jämfört med deltävlingen i Engelberg två veckor tidigare.

| Placering | Namn                  | Land      | Första hoppet (meter) | Andra hoppet (meter) | Poäng | Totalpoäng i tysk-österrikiska backhopparveckan | Totalpoäng i världscupen |
| --------- | --------------------- | --------- | --------------------- | -------------------- | ----- | ----------------------------------------------- | ------------------------ |
| 1         | Gregor Schlierenzauer | Österrike | 135.5                 | 142.0                | 296.0 | 296.0                                           | 410 (1)                  |
| 2         | Andreas Küttel        | Schweiz   | 133.5                 | 136.5                | 286.5 | 286.5                                           | 286 (4)                  |
| 3         | Adam Małysz           | Polen     | 132.0                 | 134.0                | 280.3 | 280.3                                           | 236 (5)                  |
| 4         | Anders Jacobsen       | Norge     | 131.5                 | 135.0                | 279.7 | 279.7                                           | 396 (3)                  |
| 5         | Simon Ammann          | Schweiz   | 135.0                 | 133.0                | 276.9 | 276.9                                           | 405 (2)                  |

#### Garmisch-Partenkirchen
K-115 Garmisch-Partenkirchen, Tyskland

1 januari 2007

Noterbart:
- Gregor Schlierenzauer ledde både världscupen, och tysk-österrikiska backhopparveckan före deltävlingen.
- Anders Jacobsen vann återigen kvalomgången, och hoppade i sista duellen mot regerande K-90- världsmästaren, Rok Benkovič from Slovenien.
- På grund av oro för regn och vind avbröts andra omgången.
- Noriaki Kasai, som misslyckades med att kvalificera sig för första omgången, slutade på tredje plats efter att ha gjort det längsta hoppet under deltävlingen.
- Thomas Morgenstern gjorde det fjärde längsta hoppet, men var nära att falla, och fick avdrag på stilpoängen och slutade på 11:e plats.
- Simon Ammann slutade på 17:e plats och föll ner till tredjeplats i den totala världscupställningen.
- Küttel, som slutade på andra plats i Oberstdorf, van deltävlingen och övertog med tre poäng ledningen i den tysk-österrikiska backhopparveckan från Schlierenzauer's.

| Placering | Namn                  | Land      | Första hoppet (meter) | Andra hoppet (meter) | Poäng | Totalpoäng i tysk-österrikiska backhopparveckan (Rank) | Totalpoäng i världscupen (Rank) |
| --------- | --------------------- | --------- | --------------------- | -------------------- | ----- | ------------------------------------------------------ | ------------------------------- |
| 1         | Andreas Küttel        | Schweiz   | 125.5                 | -                    | 135.9 | 422.4 (2)                                              | 386 (4)                         |
| 2         | Matti Hautamäki       | Finland   | 125.0                 | -                    | 133.0 | 373.0 (13)                                             | 199 (8)                         |
| 3         | Noriaki Kasai         | Japan     | 128.0                 | -                    | 132.9 | 132.9 (44)                                             | 60 (22)                         |
| 4         | Gregor Schlierenzauer | Österrike | 123.0                 | -                    | 129.4 | 425.4 (1)                                              | 460 (1)                         |
| 5         | Anders Jacobsen       | Norge     | 122.0                 | -                    | 128.1 | 407.8 (3)                                              | 441 (2)                         |
| 5         | Bjørn Einar Romøren   | Norge     | 122.0                 | -                    | 128.1 | 355.1 (19)                                             | 84 (20)                         |
| 5         | Arttu Lappi           | Finland   | 122.0                 | -                    | 128.1 | 404.4 (4)                                              | 258 (5)                         |

#### Innsbruck
K-120 Innsbruck, Österrike

4 januari 2007

Noterbart:
- Gregor Schlierenzauer ledde både världscupen och tysk-österrikiska backhopparveckan före deltävlingen.

| Placering | Namn                  | Land      | Första hoppet (meter) | Andra hoppet (meter) | Poäng | Totalpoäng i tysk-österrikiska backhopparveckan | Totalpoäng i världscupen |
| --------- | --------------------- | --------- | --------------------- | -------------------- | ----- | ----------------------------------------------- | ------------------------ |
| 1         | Anders Jacobsen       | Norge     | 129.0                 | 128.5                | 265.0 | 672.8 (1)                                       | 541 (1)                  |
| 2         | Thomas Morgenstern    | Österrike | 128.5                 | 129.5                | 263.9 | 653.8 (6)                                       | 283 (7)                  |
| 3         | Simon Ammann          | Schweiz   | 125.5                 | 132.0                | 261.5 | 656.4 (3)                                       | 478 (3)                  |
| 4         | Arttu Lappi           | Finland   | 125.5                 | 128.5                | 257.7 | 662.1 (2)                                       | 308 (5)                  |
| 5         | Janne Ahonen          | Finland   | 125.5                 | 126.0                | 251.2 | 644.4 (8)                                       | 200 (9)                  |
|           |                       |           |                       |                      |       |                                                 |                          |
| 11        | Gregor Schlierenzauer | Österrike | 122.0                 | 119.0                | 227.3 | 652.7 (7)                                       | 484 (2)                  |

#### Bischofshofen
K-125 Bischofshofen, Österrike

7 januari 2007

Noterbart:
- Anders Jacobsen ledde både världscupen och den tysk-österrikiska backhopparveckan före deltävlingen.
- Anders Jacobsen vann kvalificeringsomgången för tredje gången i turneringen. Han hoppade i den sista duellen mot Janne Ahonen från Finland, regerande mästare i den tysk-österrikiska backhopparveckan, och hans barndomsidol.

| Placering | Namn                  | Land      | Första hoppet (meter) | Andra hoppet (meter) | Poäng | Totalpoäng i tysk-österrikiska backhopparveckan | Totalpoäng i världscupen |
| --------- | --------------------- | --------- | --------------------- | -------------------- | ----- | ----------------------------------------------- | ------------------------ |
| 1         | Gregor Schlierenzauer | Österrike | 139.5                 | 141.0                | 291.9 | 944.7 (2)                                       | 584 (2)                  |
| 2         | Anders Jacobsen       | Norge     | 137.5                 | 142.0                | 289.1 | 961.9 (1)                                       | 621 (1)                  |
| 3         | Simon Ammann          | Schweiz   | 135.0                 | 137.5                | 275.5 | 931.9 (3)                                       | 538 (3)                  |
| 4         | Dmitrij Vasiljev      | Ryssland  | 133.5                 | 136.0                | 269.1 | 848.8 (10)                                      | 194 (10)                 |
| 5         | Thomas Morgenstern    | Österrike | 133.0                 | 132.5                | 262.4 | 916.2 (4)                                       | 328 (7)                  |

### Vikersund
K-185 Vikersund, Norge

13 januari 2007

 Noterbart:
- Gregor Schlierenzauer deltog inte i Vikersund.
- Bara 42 hoppare, det minsta antalet någonsin i världscupen fram till denna säsong räknat, deltog i träningen. Dock deltog 13 av de 16 främst placerade i världscupen, av vilka bara österrikarna Schlierenzauer, Loitzl och Höllwarth inte deltog.
- Vinnaren av tysk-österrikiska backhopparveckan, Anders Jacobsen, satte nytt personbästa under träningen, med sitt 202 meter långa hopp. Det var hans första hopp över 200 meter. Janne Ahonen hade det längsta hoppet under den träningen med sitt 214.5 meter långa hopp.

| Placering | Namn               | Land      | Första hoppet (meter) | Andra hoppet (meter) | Poäng | Totalpoäng i världscupen |
| --------- | ------------------ | --------- | --------------------- | -------------------- | ----- | ------------------------ |
| 1         | Anders Jacobsen    | Norge     | 208.0                 | 193.5                | 388.3 | 721 (1)                  |
| 2         | Thomas Morgenstern | Österrike | 206.0                 | 189.5                | 384.1 | 408 (5)                  |
| 3         | Matti Hautamäki    | Finland   | 190.0                 | 201.0                | 377.7 | 267 (9)                  |
| 4         | Janne Ahonen       | Finland   | 202.5                 | 197.5                | 374.0 | 274 (8)                  |
| 5         | Harri Olli         | Finland   | 197.5                 | 191.5                | 369.3 | 72 (24)                  |

 K-185 Vikersund, Norge

14 januari 2007

 Noterbart:
- På grund av stormar på de flesta håll i de delarna av Norge avbröts tävlingen. Vindhastigheten varierade mellan två och fem meter per sekund.

### Zakopane
K-120 Zakopane, Polen

20 januari 2007
Noterbart:

- Adam Małysz höll en klass för sig under träningen, med sitt 135 meter långa hopp. Robert Kranjec och Anders Bardal följde med 132 respektive 129 meter. Världscupledaren Anders Jacobsen hade det kortaste hoppet, 89 meter.
- Starka vindar fick juryn att avbryta den andra omgången då tio hoppare kvarstod i toppen. Urbanc vann sin första världscupdeltävling, medan Roar Ljøkelsøy placerade sig på prispallen för första gången sedan den 18 mars 2006.
- Den tjeckiske hopparen Jan Mazoch, 15:e efter första omgången, föll svårt och drabbades av en svår hjärnskakning. Han togs till ett närliggande sjukhus och lades i konstgjord i koma.

| Placering | Namn             | Land      | Första hoppet (meter) | Andra hoppet (meter) | Poäng | Totalpoäng i världscupen |
| --------- | ---------------- | --------- | --------------------- | -------------------- | ----- | ------------------------ |
| 1         | Rok Urbanc       | Slovenien | 136.0                 | -                    | 143.3 | 114 (20)                 |
| 2         | Roar Ljøkelsøy   | Norge     | 133.5                 | -                    | 138.8 | 132 (18)                 |
| 3         | Matti Hautamaeki | Finland   | 131.5                 | -                    | 134.7 | 327 (8)                  |
| 4         | Tom Hilde        | Norge     | 132.0                 | -                    | 133.6 | 98 (24)                  |
| 5         | Adam Małysz      | Polen     | 129.5                 | -                    | 131.6 | 407 (6)                  |
|           |                  |           |                       |                      |       |                          |
| 7         | Anders Jacobsen  | Norge     | 129.5                 | -                    | 130.1 | 757 (1)                  |

 K-120 Zakopane, Polen

21 januari 2007

Noterbart:
- Tävlingen avbröts på grund av för starka vindar.

### Oberstdorf
Noterbart:

- Tävlingen skulle ha hållits i K-185-backen, men spå grund av snöbrist i Oberstdorf höllstävlingen i K-120-backe. [död länk]

 K-120 Oberstdorf, Tyskland

27 januari 2007
Noterbart:

- Tävlingen fördröjde 45 minuter på grund av snö.
- För första gången i en deltävling med två omgångar sedan Lillehammer i december 2006 lyckades varken Schlierenzauer eller Jacobsen klara sig till prispallplacering.
- Urbanc, vinnaren vid tävlingen i Zakopane, misslyckades med att kvalificera sig.

| Placering | Namn                  | Land      | Första hoppet (meter) | Andra hoppet (meter) | Poäng | Totalpoäng i världscupen |
| --------- | --------------------- | --------- | --------------------- | -------------------- | ----- | ------------------------ |
| 1         | Adam Małysz           | Polen     | 132.5                 | 137.0                | 283.1 | 507 (5)                  |
| 2         | Thomas Morgenstern    | Österrike | 134.0                 | 131.5                | 279.9 | 514 (4)                  |
| 3         | Michael Uhrmann       | Tyskland  | 121.5                 | 134.0                | 258.9 | 248 (11)                 |
| 4         | Gregor Schlierenzauer | Österrike | 124.0                 | 134.5                | 258.5 | 663 (2)                  |
| 5         | Dmitrij Vasiljev      | Ryssland  | 123.0                 | 132.5                | 258.4 | 257 (10)                 |
|           |                       |           |                       |                      |       |                          |
| 6         | Anders Jacobsen       | Norge     | 119.5                 | 137.0                | 257.7 | 797 (1)                  |

 K-120 Oberstdorf, Tyskland

28 januari 2007
| Placering | Namn            | Land     | Första hoppet (meter) | Andra hoppet (meter) | Poäng | Totalpoäng i världscupen |
| --------- | --------------- | -------- | --------------------- | -------------------- | ----- | ------------------------ |
| 1         | Michael Uhrmann | Tyskland | 140.5                 | 129.0                | 285.1 | 348 (8)                  |
| 2         | Anders Jacobsen | Norge    | 131.5                 | 131.5                | 272.9 | 877 (1)                  |
| 3         | Andrea Morassi  | Italien  | 133.0                 | 132.0                | 270.0 | 62 (32)                  |
| 4         | Adam Małysz     | Polen    | 131.5                 | 129.5                | 269.8 | 557 (4)                  |
| 5         | Andreas Küttel  | Schweiz  | 123.0                 | 134.5                | 263.0 | 541 (6)                  |

### Titisee-Neustadt
K-125 Titisee-Neustadt, Tyskland

3 februari 2007

 Noterbart:
- Martin Schmitt och Michael Uhrmann föll under tävlingen.
- Norska trion bestående av Roar Ljøkelsøy (4:a), Tom Hilde (8:a) och Anders Bardal (15:e) diskvalificerades alla efter att ha tagit bort band från sina startnummer. Enligt norskarna satt de åt för hårt.

| Placering | Namn             | Land      | Första hoppet (meter) | Andra hoppet (meter) | Poäng | Totalpoäng i världscupen |
| --------- | ---------------- | --------- | --------------------- | -------------------- | ----- | ------------------------ |
| 1         | Adam Małysz      | Polen     | 138.5                 | 145.0                | 293.8 | 657 (3)                  |
| 2         | Andreas Kofler   | Österrike | 136.5                 | 142.0                | 285.3 | 314 (12)                 |
| 3         | Anders Jacobsen  | Norge     | 136.5                 | 141.5                | 278.9 | 937 (1)                  |
| 4         | Andreas Küttel   | Schweiz   | 129.5                 | 142.0                | 271.2 | 591 (5)                  |
| 5         | Dmitrij Vasiljev | Ryssland  | 132.5                 | 140.0                | 267.5 | 342 (10)                 |

 K-125 Titisee-Neustadt, Tyskland

4 februari 2007

 Noterbart:
- Adam Małysz tog sin 32:a seger i en världscupdeltävling, lika många som Janne Ahonen som låg på tredje plats på listan genom tiderna.
- Dmitrij Vasiljev tog sin andra prispallplacering.
- Mario Innauer slog ett personbästarekord.

| Placering | Namn                  | Land      | Första hoppet (meter) | Andra hoppet (meter) | Poäng | Totalpoäng i världscupen |
| --------- | --------------------- | --------- | --------------------- | -------------------- | ----- | ------------------------ |
| 1         | Adam Małysz           | Polen     | 129.5                 | 134.5                | 257.7 | 757 (3)                  |
| 2         | Gregor Schlierenzauer | Österrike | 128.5                 | 130.5                | 245.7 | 801 (2)                  |
| 3         | Dmitrij Vasiljev      | Ryssland  | 125.0                 | 133.0                | 242.4 | 402 (8)                  |
| 4         | Anders Jacobsen       | Norge     | 127.0                 | 130.0                | 242.1 | 987 (1)                  |
| 5         | Mario Innauer         | Österrike | 129.0                 | 127.5                | 241.7 | 141 (22)                 |

### Klingenthal
K-125 Klingenthal, Tyskland

7 februari 2007
 Noterbart:
- Tävlingen ersatte den avbrutna tävlingen i Harrachov, och organiserades därför av det tjeckiska skidförbundet.
- Världscupledaren Anders Jacobsen deltog inte.

| Placering | Namn                  | Land      | Första hoppet (meter) | Andra hoppet (meter) | Poäng | Totalpoäng i världscupen |
| --------- | --------------------- | --------- | --------------------- | -------------------- | ----- | ------------------------ |
| 1         | Gregor Schlierenzauer | Österrike | 142.5                 | 138.5                | 289.8 | 901 (2)                  |
| 2         | Simon Ammann          | Schweiz   | 134.5                 | 141.5                | 280.3 | 756 (4)                  |
| 3         | Adam Małysz           | Polen     | 137.5                 | 134.5                | 272.1 | 817 (3)                  |
| 4         | Andreas Kofler        | Österrike | 134.0                 | 137.5                | 270.7 | 400 (10)                 |
| 5         | Michael Uhrmann       | Tyskland  | 137.5                 | 132.5                | 268.5 | 444 (8)                  |

### Willingen
K-130 Willingen, Tyskland

10 februari 2007
| Placering | Namn             | Land      | Första hoppet (meter) | Andra hoppet (meter) | Poäng | Totalpoäng i världscupen |
| --------- | ---------------- | --------- | --------------------- | -------------------- | ----- | ------------------------ |
| 1         | Anders Jacobsen  | Norge     | 148.0                 | 139.0                | 283.1 | 1087 (1)                 |
| 2         | Michael Uhrmann  | Tyskland  | 144.0                 | 140.0                | 276.2 | 524 (7)                  |
| 3         | Jernej Damjan    | Slovenien | 144.5                 | 139.0                | 273.3 | 107 (31)                 |
| 4         | Sigurd Pettersen | Norge     | 145.0                 | 138.5                | 272.3 | 103 (32)                 |
| 5         | Wolfgang Loitzl  | Österrike | 137.0                 | 136.5                | 259.8 | 334 (13)                 |

### Världsmästerskap
Världsmästerskapen 2007 anordnades under perioden 22 februari-4 mars 2007 i Sapporo i Japan. Tävlingarna i världsmästerskapen gav inte hopparna några världscuppoäng.

### Nordic Tournament

#### Lahtis
K-116 Lahtis, Finland

11 mars 2007
| Placering | Namn               | Land      | Första hoppet (meter) | Andra hoppet (meter) | Poäng | Totalpoäng i Nordic Tournament | Totalpoäng i världscupen |
| --------- | ------------------ | --------- | --------------------- | -------------------- | ----- | ------------------------------ | ------------------------ |
| 1         | Adam Małysz        | Polen     | 125.0                 | 128.0                | 265.8 | 265.8                          | 953                      |
| 2         | Andreas Kofler     | Österrike | 124.0                 | 121.5                | 258.3 | 258.3                          | 492                      |
| 3         | Martin Schmitt     | Tyskland  | 121.5                 | 124.5                | 255.7 | 255.7                          | 265                      |
| 4         | Roar Ljøkelsøy     | Norge     | 121.5                 | 122.5                | 255.1 | 255.1                          | 297                      |
| 5         | Dimitrij Ipatov    | Ryssland  | 119.0                 | 122.5                | 244.1 | 244.1                          | 173                      |
|           |                    |           |                       |                      |       |                                |                          |
| 31        | Anders Jacobsen    | Norge     | 109.5                 | -                    | 99.3  | 99.3                           | 1087 (1)                 |
| 37        | Thomas Morgenstern | Österrike | 107.5                 | -                    | 94.2  | 94.2                           | 570                      |

#### Kuopio
K-120 Kuopio, Finland

13 mars 2007
| Placering | Namn               | Land      | Första hoppet (meter) | Andra hoppet (meter) | Poäng | Totalpoäng i Nordic Tournament | Totalpoäng i världscupen |
| --------- | ------------------ | --------- | --------------------- | -------------------- | ----- | ------------------------------ | ------------------------ |
| 1         | Adam Małysz        | Polen     | 125.0                 | 115.0                | 229.0 | 495 (1)                        | 1053 (1)                 |
| 2         | Andreas Kofler     | Österrike | 120.0                 | 118.5                | 227.3 | 486 (2)                        | 572 (7)                  |
| 3         | Thomas Morgenstern | Österrike | 116.5                 | 117.5                | 217.7 | 312 (21)                       | 630 (6)                  |
| 4         | Jakub Janda        | Tjeckien  | 116.5                 | 115.5                | 213.6 | 424 (11)                       | 253 (18)                 |
| 5         | Denis Kornilov     | Ryssland  | 114.0                 | 115.5                | 207.6 | 444 (6)                        | 221 (19)                 |
|           |                    |           |                       |                      |       |                                |                          |
| 10        | Anders Jacobsen    | Norge     | 111.0                 | 114.0                | 198.0 | 297 (24)                       | 1113 (1)                 |

#### Lillehammer/Oslo
K-115 Oslo, Norge

17 mars 2007

 Noterbart:

- Tävlingen flyttades från Lillehammer till Oslo

| Placering | Namn            | Land      | Första hoppet (meter) | Andra hoppet (meter) | Poäng | Totalpoäng i Nordic Tournament | Totalpoäng i världscupen |
| --------- | --------------- | --------- | --------------------- | -------------------- | ----- | ------------------------------ | ------------------------ |
| 1         | Adam Małysz     | Polen     | 131.0                 | 122.0                | 272.9 | 768 (1)                        | 1153 (1)                 |
| 2         | Andreas Küttel  | Schweiz   | 128.5                 | 116.0                | 257.6 | 656 (6)                        | 757 (5)                  |
| 3         | Anders Bardal   | Norge     | 125.5                 | 116.0                | 254.0 | 538 (15)                       | 278 (17)                 |
| 4         | Andreas Kofler  | Österrike | 119.5                 | 118.0                | 242.5 | 728 (2)                        | 622 (7)                  |
| 5         | Simon Ammann    | Schweiz   | 119.5                 | 117.5                | 241.1 | 675 (3)                        | 875 (4)                  |
|           |                 |           |                       |                      |       |                                |                          |
| 14        | Anders Jacobsen | Norge     | 110.0                 | 117.0                | 221.1 | 518 (20)                       | 1131 (2)                 |

#### Oslo
K-115 Oslo, Norge

18 mars 2007
| Placering | Namn            | Land      | Första hoppet (meter) | Andra hoppet (meter) | Poäng | Totalpoäng i Nordic Tournament | Totalpoäng i världscupen |
| --------- | --------------- | --------- | --------------------- | -------------------- | ----- | ------------------------------ | ------------------------ |
| 1         | Simon Ammann    | Schweiz   | 118.5                 | -                    | 121.8 | 797 (3)                        | 975 (3)                  |
| 2         | Martin Koch     | Österrike | 115.5                 | -                    | 113.9 | 630 (16)                       | 356 (15)                 |
| 3         | Matti Hautamäki | Finland   | 113.0                 | -                    | 110.4 | 746 (7)                        | 453 (12)                 |
| 4         | Anders Bardal   | Norge     | 112.0                 | -                    | 108.6 | 647 (15)                       | 328 (16)                 |
| 5         | Martin Schmitt  | Tyskland  | 111.0                 | -                    | 105.3 | 651 (14)                       | 328 (16)                 |
| 5         | Wolfgang Loitzl | Österrike | 111.0                 | -                    | 105.3 | 756 (6)                        | 446 (13)                 |
|           |                 |           |                       |                      |       |                                |                          |
| 54        | Adam Małysz     | Polen     | 89.0                  | -                    | 54.7  | 822 (1)                        | 1153 (2)                 |

### Planica
K-185 Planica, Slovenien

23 mars 2007
| Placering | Namn            | Land      | Första hoppet (meter) | Andra hoppet (meter) | Poäng | Totalpoäng i världscupen |
| --------- | --------------- | --------- | --------------------- | -------------------- | ----- | ------------------------ |
| 1         | Adam Małysz     | Polen     | 208.5                 | 221.5                | 423.5 | 1253 (1)                 |
| 2         | Simon Ammann    | Schweiz   | 208.5                 | 213.5                | 408.4 | 1055 (3)                 |
| 3         | Jernej Damjan   | Slovenien | 206.5                 | 205.0                | 402.8 | 179 (24)                 |
| 4         | Robert Kranjec  | Slovenien | 205.5                 | 204.5                | 398.5 | 135 (30)                 |
| 5         | Martin Koch     | Österrike | 203.5                 | 204.5                | 392.6 | 401 (14)                 |
| 6         | Anders Jacobsen | Norge     | 197.0                 | 210.5                | 391.5 | 1207 (2)                 |

 K-185 Planica, Slovenien

24 mars 2007
| Placering | Namn            | Land      | Första hoppet (meter) | Andra hoppet (meter) | Poäng | Totalpoäng i världscupen |
| --------- | --------------- | --------- | --------------------- | -------------------- | ----- | ------------------------ |
| 1         | Adam Małysz     | Polen     | 210.5                 | 217.5                | 419.6 | 1353 (1)                 |
| 2         | Anders Jacobsen | Norge     | 209.0                 | 217.0                | 417.7 | 1287 (2)                 |
| 3         | Martin Koch     | Österrike | 215.5                 | 211.5                | 417.4 | 461 (14)                 |
| 4         | Roar Ljøkelsøy  | Norge     | 211.5                 | 209.0                | 415.1 | 448 (15)                 |
| 5         | Andreas Kofler  | Österrike | 206.0                 | 213.5                | 412.4 | 707 (7)                  |

 K-185 Planica, Slovenien

25 mars 2007
| Placering | Namn               | Land      | Första hoppet (meter) | Andra hoppet (meter) | Poäng | Totalpoäng i världscupen |
| --------- | ------------------ | --------- | --------------------- | -------------------- | ----- | ------------------------ |
| 1         | Adam Małysz        | Polen     | 220.0                 | -                    | 215.0 | 1353 (1)                 |
| 2         | Simon Ammann       | Schweiz   | 217.5                 | -                    | 212.0 | 1087 (3)                 |
| 3         | Martin Koch        | Österrike | 216.5                 | -                    | 211.8 | 461 (14)                 |
| 4         | Sigurd Pettersen   | Norge     | 218.5                 | -                    | 210.7 | 160 (28)                 |
| 5         | Thomas Morgenstern | Österrike | 209.5                 | -                    | 207.4 | 711 (6)                  |

## Lagvärldscupen

### Willingen
K-130 Willingen, Tyskland

10 februari 2007

 Noterbart:
- Slovenien, Polen och Japan deltog inte.
- Finland deltog med b-lag.

| Placering | Lag       | Hoppare               | Första hoppet (meter) | Andra hoppet (meter) | Poäng |
| --------- | --------- | --------------------- | --------------------- | -------------------- | ----- |
| 1         | Österrike | Wolfgang Loitzl       | 140.5                 | 131.0                | 998.4 |
| 1         | Österrike | Andreas Kofler        | 140.0                 | 133.0                | 998.4 |
| 1         | Österrike | Arthur Pauli          | 124.0                 | 135.0                | 998.4 |
| 1         | Österrike | Gregor Schlierenzauer | 136.0                 | 141.0                | 998.4 |
| 2         | Norge     | Tom Hilde             | 114.0                 | 127.0                | 990.5 |
| 2         | Norge     | Anders Bardal         | 136.5                 | 131.5                | 990.5 |
| 2         | Norge     | Anders Jacobsen       | 137.0                 | 147.0                | 990.5 |
| 2         | Norge     | Roar Ljøkelsøy        | 130.0                 | 138.5                | 990.5 |
| 3         | Tyskland  | Stephan Hocke         | 124.5                 | 128.5                | 931.8 |
| 3         | Tyskland  | Tobias Bogner         | 127.0                 | 126.0                | 931.8 |
| 3         | Tyskland  | Jörg Ritzerfeld       | 133.0                 | 128.5                | 931.8 |
| 3         | Tyskland  | Michael Uhrmann       | 142.0                 | 139.0                | 931.8 |

### Lahtis
K-116 Lahtis, Finland

10 mars 2007
| Placering | Lag       | Hoppare               | Första hoppet (meter) | Andra hoppet (meter) | Poäng  |
| --------- | --------- | --------------------- | --------------------- | -------------------- | ------ |
| 1         | Österrike | Martin Höllwarth      | 117.5                 | 127.0                | 1028.7 |
| 1         | Österrike | Gregor Schlierenzauer | 120.5                 | 119.0                | 1028.7 |
| 1         | Österrike | Andreas Kofler        | 133.0                 | 121.0                | 1028.7 |
| 1         | Österrike | Thomas Morgenstern    | 125.5                 | 121.0                | 1028.7 |
| 2         | Norge     | Tom Hilde             | 121.0                 | 127.0                | 1017.0 |
| 2         | Norge     | Anders Bardal         | 116.0                 | 120.5                | 1017.0 |
| 2         | Norge     | Anders Jacobsen       | 124.5                 | 126.0                | 1017.0 |
| 2         | Norge     | Roar Ljøkelsøy        | 121.5                 | 126.5                | 1017.0 |
| 3         | Finland   | Harri Olli            | 124.0                 | 124.0                | 967.1  |
| 3         | Finland   | Tami Kiuru            | 111.0                 | 118.5                | 967.1  |
| 3         | Finland   | Matti Hautamäki       | 125.5                 | 123.0                | 967.1  |
| 3         | Finland   | Janne Ahonen          | 123.0                 | 113.5                | 967.1  |

## Slutställning herrar
| Rk  | Hoppare               | Kuu 1 | Li 1 | Li 2 | En 1 | En 2 | Ob 1 | GP  | In  | Bi  | Vi 1 | Za 1 | Ob 2 | Ob 3 | TN 1 | TN 2 | Kli | Wi  | La  | Kuo | Os 1 | Os 2 | Pl 1 | Pl 2 | Pl 3 | Pts  |
| 1.  | Adam Małysz           |       | 16   | 60   | 60   | 40   | 60   | 22  | 40  | 32  | 32   | 45   | 100  | 50   | 100  | 100  | 60  | 36  | 100 | 100 | 100  |      | 100  | 100  | 100  | 1453 |
| 2.  | Anders Jacobsen       | 60    | 26   | 80   | 80   | 100  | 50   | 45  | 100 | 80  | 100  | 36   | 40   | 80   | 60   | 50   |     | 100 |     | 26  | 18   | 36   | 40   | 80   | 32   | 1319 |
| 3.  | Simon Ammann          | 80    | 100  | 50   | 50   | 80   | 45   | 13  | 60  | 60  | 24   |      | 14   | 20   | 40   | 40   | 80  | 24  | 14  | 36  | 45   | 100  | 80   | 32   | 80   | 1167 |
| 4.  | Gregor Schlierenzauer |       | 50   | 100  | 100  | 60   | 100  | 50  | 24  | 100 |      | 29   | 50   | 26   | 32   | 80   | 100 | 14  |     | 29  | 12   |      |      |      |      | 956  |
| 5.  | Andreas Küttel        |       | 80   | 45   | 45   | 36   | 80   | 100 | 36  | 36  | 13   | 7    | 18   | 45   | 50   | 26   |     | 32  | 26  | 2   | 80   |      | 20   | 18   | 9    | 804  |
| 6.  | Thomas Morgenstern    | 9     | 60   | 22   | 26   | 36   | 26   | 24  | 80  | 45  | 80   | 26   | 80   | 36   | 20   |      |     |     |     | 60  | 14   | 29   | 16   | 22   | 45   | 756  |
| 7.  | Andreas Kofler        |       | 18   | 11   | 40   | 15   | 24   | 29  | 20  | 9   | 8    |      | 36   | 24   | 80   | 36   | 50  | 12  | 80  | 80  | 50   | 16   | 24   | 45   | 20   | 727  |
| 8.  | Janne Ahonen          |       | 40   | 36   | 10   | 18   | 36   | 15  | 45  | 24  | 50   | 6    | 32   | 32   |      |      |     |     | 32  | 32  | 26   | 26   | 36   | 29   | 14   | 539  |
| 9.  | Matti Hautamäki       | 3     | 36   | 29   | 15   | 24   | 12   | 80  | 2   | 6   | 60   | 60   | 15   |      |      |      |     |     | 29  | 16  | 6    | 60   | 13   | 20   | 40   | 526  |
| 10. | Michael Uhrmann*      |       |      | 22   | 14   | 26   | 16   | 29  | 26  | 26  | 29   |      | 60   | 100  | 22   | 29   | 45  | 80  |     |     |      |      |      |      |      | 524  |
| 11. | Dmitrij Vasiljev      | 24    | 20   |      | 36   | 16   | 8    | 18  | 22  | 50  | 18   |      | 45   | 40   | 45   | 60   | 36  | 15  | 12  | 6   | 40   |      | 1    | 8    | 3    | 523  |
| 12. | Martin Koch           |       |      | 40   | 20   | 50   | 32   | 4   | 13  | 18  | 26   |      | 24   | 18   |      |      |     |     | 20  | 11  |      | 80   | 45   | 60   | 60   | 521  |
| 13. | Wolfgang Loitzl       | 36    | 29   | 26   | 29   | 20   | 18   | 2   | 18  | 11  |      | 10   |      |      | 36   | 32   | 22  | 45  | 13  | 22  | 32   | 45   | 15   | 11   | 4    | 476  |
| 14. | Roar Ljøkelsøy        |       |      |      | 4    | 14   | 15   |     | 4   | 15  |      | 80   | 26   | 22   | 3    | 24   |     | 40  | 50  | 40  |      | 32   | 29   | 50   | 26   | 474  |
| 15. | Arttu Lappi           | 100   | 10   | 10   | 24   | 29   | 40   | 45  | 50  | 22  | 36   | 18   | 29   | 15   | 24   |      |     |     |     |     | 8    |      |      | 6    |      | 466  |

Noterbart:
- Michael Uhrmann drabbades av en olyckshändelse och kunde inte fullfölja säsongen.

### Nationscupen - slutställning
| Pos. | Nation    | Poäng |
| ---- | --------- | ----- |
| 1.   | Österrike | 5088  |
| 2.   | Norge     | 3710  |
| 3.   | Schweiz   | 2442  |
| 4.   | Finland   | 2427  |
| 5.   | Polen     | 1785  |
| 6.   | Tyskland  | 1711  |
| 7.   | Ryssland  | 1456  |
| 8.   | Tjeckien  | 754   |
| 9.   | Slovenien | 717   |
| 10.  | Japan     | 271   |
| 11.  | Kazakstan | 217   |
| 12.  | Italien   | 144   |
| 13.  | Frankrike | 95    |
| 14.  | Sverige   | 25    |
| 15.  | Sydkorea  | 21    |
| 16.  | Kanada    | 10    |
| 17.  | Belarus   | 7     |
| 18.  | Estland   | 1     |